# ایکیگای
ایکیگای (به ژاپنی: 生き甲斐) مفهومی در زبان ژاپنی است که معنای آن "دلیلی برای بودن" است. این مفهوم مشابه عبارت فرانسوی Raison d'être است.  بر اساس فرهنگ ژاپنی، هر فرد، یک ایکیگای دارد. یافتن ایکیگای، نیازمند جستجوی عمیق و طولانی در خود است. در فرهنگ ژاپنی، باور این است که یافتن ایکیگای هر فرد، در زندگی فرد، قناعت می‌آورد و به زندگی وی، معنا می‌دهد. به عنوان مثال، در کار، سرگرمی، و بزرگ کردن کودکان.
ایکیگای ترکیب دو واژه ژاپنی است: واژه ایکی (به ژاپنی: 生き) به معنی "زندگی" و "زنده"، و واژه کای (به ژاپنی: 甲斐) - که بر اثر تلفظ بعد از واژه قبلی، گای تلفظ می‌شود - به معنای اثر، نتیجه، میوه، ارزش، کاربرد، و - در موارد محدود به معنی - فایده. ترکیب این دو واژه یعنی معنایی برای زندگی (زنده بودن)، معنای زندگی (کردن)، چیزی که به زندگی ارزش زندگی کردن را می‌دهد و همچنین دلیلی برای بودن (Raison d'être).
فرهنگ اوکیناوا، ایکیگای را به عنوان "دلیلی برای برخاستن در صبح" و به معنی دلیلی برای لذت بردن از زندگی، آموزش می‌دهد. در یکی از سخنرانی‌های تد، دن بیوتنر، ایکیگای را یه عنوان یکی از دلایلی مطرح کرد که باعث می‌شود انسان‌ها در برخی مناطق جهان زندگی‌های طولانی داشته‌باشند.
واژه ایکیگای معمولاً برای اشاره به منبع ارزش در زندگی یک شخص یا اشاره به چیزهایی که زندگی یک شخص را ارزشمند می‌کنند، استفاده می‌شود. همچنین، از این واژه برای اشاره به شرایط ذهنی و روحانی‌ای به کار می‌رود که تحت آن‌ها اشخاص احساس می‌کنند که زندگی آن‌ها ارزشمند است. این شرایط لزوما به شرایط اقتصادی یک شخص یا شرایط کنونی اجتماع مربوط نیست. حتی اگر کسی احساس کند که شرایط کنونی تیره است، ولی در ذهن خود هدفی داشته باشد، ممکن است ایکیگای را احساس کند. رفتارهایی که باعث می‌شود که ایکیگای را احساس کنیم، کارهایی نیستند که مجبور به انجام آن‌ها می‌شویم؛ این رفتارها خودبه‌خود و طبیعی هستند.
در مقاله‌ای با عنوان "ایکیگای: فرآیند اجازه روی دادن فرصت‌های شکوفایی شخص"، کوبایاشی سوکاسا (به انگلیسی: Kobayashi Tsukasa) می‌گوید "مردم تنها در شرایطی می‌توانند ایکیگای واقعی را حس کنند که بر اساس بلوغ شخصی، ارضای امیال مختلف، عشق و شادی، نشست و برخاست با دیگران، و نوعی از حس ارزش در زندگی، به سمت خودشناسی پیشرفت کنند."